# Sal de Bechgaard
Um sal de Bechgaard é qualquer um de conjunto de compostos orgânicos number of organic complexos de transferência de carga que exibem supercondutividade a baixas temperaturas. Eles recebem este nome devido ao químico Klaus Bechgaard, que foi o primeiro a sintetizá-los e demonstrar sua supercondutividade com a ajuda do físico francês Denis Jérôme. A maioria dos sais de Bechgaard são supercondutores a baixa temperatura, eperdem a supercondutividade acima da faixa de 1-2 K, embora o composto mais bem sucedido nesta classe de supercondutores alcance quase 12 K.